# 심능악
심능악(沈能岳, 1766년 ~ 1844년)은 조선 후기의 문신으로, 자는 유한(維翰), 본관은 청송이다.
정조 때 예조판서를 지낸 심풍지(沈豊之)의 아들이고, 고종 때 영의정, 총리대신, 의정대신을 지낸 대한제국 공작 청녕공 심순택(靑寧公 沈舜澤)의 할아버지이다.

## 생애

### 순조조
1814년(순조 14년) 판관으로서, 정시문과에 병과로 급제하였다. 1817년 사헌부 지평, 1818년 홍문관 수찬, 1819년 의주 부윤을 지내고, 1822년 이조참의, 예방승지, 1823년 동지춘추관사, 형조참판, 성균관 대사성, 사간원 대사간, 1824년 함경도 관찰사를 지냈다. 1825년 이조참판, 1826년 동지의금부사, 황해도 관찰사, 1830년 공조판서를 지내고, 1831년 이조판서, 1832년 이조판서 겸 비변사 제조, 평안도 관찰사, 1834년(순조 34년) 예조판서, 병조판서, 세자시강원 우빈객을 지냈다.

### 헌종조
1834년(헌종 즉위년) 병조판서, 1835년(헌종 1년) 지중추부사, 1836년 의정부 좌참찬, 1837년 오위도총부 도총관, 판의금부사, 좌참찬, 1838년 이조판서, 동지성균관사, 수원부 유수, 1840년 판의금부사, 판돈녕부사, 1842년 판의금부사, 1843년 판돈녕부사를 지내고 기로소(耆老所)에 들어갔다.

## 가족 관계
- 증조부 : 심택현 - 이조판서, 좌참찬, 판돈녕부사, 청헌공(淸獻公)
  - 조부 : 심구(沈銶) - 영천군수, 증 이조판서
    - 부 : 심풍지(沈豊之) - 예조판서, 증 좌찬성, 정간공(貞簡公)
    - 모 : 증 정경부인 기계 유씨 - 첨정 유언수(兪彦銖)의 딸, 영의정 유척기(兪拓基)의 손녀
      - 부인 : 정경부인 평산 신씨
        - 장남 : 심의신(沈宜臣) - 이조참판, 청백리(淸白吏) - 상주목사 심능술(沈能述, 심풍지의 형 심건지의 아들)에게 입양됨
        - 며느리 : 정부인 여흥 민씨 - 군수 심재진(沈載鎭)의 사위 판서 민명혁(閔命爀)의 딸
          - 손자 : 심영택(沈英澤) - 이조참판
            - 증손자 : 심상목(沈相穆) - 이조참판

        - 차남 : 심의린(沈宜麟) - 증 영의정
        - 며느리 : 증 정경부인 의령 남씨
          - 손자 : 심훈택(沈勛澤) - 평양서윤, 증 이조참판
            - 증손자 : 심상찬(沈相瓚) - 규장각 직각, 대사성, 이조참의, 봉상사 제조, 중추원 1등의관

          - 손자 : 심순택(沈舜澤) - 대한제국 공작 청녕공(靑寧公), 대훈위(大勳位), 영의정, 총리대신, 의정대신, 시호는 문충(文忠)
            - 증손자 : 심상진(沈相璡) - 승지, 대사성 - 이조판서 심이택(沈履澤)의 아들

          - 손자 : 심이택(沈履澤) - 이조판서, 판돈녕부사, 내무독판 - 형조판서 심의면(沈宜冕)에게 입양됨
          - 손녀 : 전주 이씨 판서 이인솔(李寅率)의 아들 군수 이준하(李遵夏)에게 출가

        - 장녀 : 청풍 김씨 김동건(金東建)에게 출가

      - 형 : 심능직(沈能直) - 생원
      - 형수 : 광산 김씨
        - 조카 : 심의만(沈宜晩) - 심능달의 아들, 덕천군수

      - 동생 : 심능달(沈能達) - 증 이조판서
      - 제수 : 증 정부인 광산 김씨 - 우의정 김희(金熹)의 딸
        - 조카 : 심의만(沈宜晩) - 심능직에게 입양됨, 덕천군수
        - 조카 : 심의면(沈宜冕) - 형조판서

    - 숙부 : 심건지(沈健之) - 호조정랑, 증 좌찬성
      - 사촌 : 심능술(沈能述) - 상주목사, 증 이조참판
      - 사촌 : 심능적(沈能迪) - 승문원 부정자, 증 이조참판
      - 사촌 : 청양부부인 청송 심씨(靑陽府夫人 靑松 沈氏) - 순조의 장모, 순원왕후의 어머니, 순조의 국구 영돈녕부사 영안부원군 김조순(永安府院君 金祖淳)의 부인

## 같이 보기
- 심택현
- 심풍지
- 심의신
- 심의면
- 심순택
- 심이택
- 심상찬
- 김조순
- 순원왕후